# Bochówko
Bochówko (deutsch 29. Dezember 1937–1945 Hohenlinde, früher Bochowke, auch Bochow; kaschubisch Bòchówkò) ist ein kaschubisches Dorf in der polnischen Woiwodschaft Pommern und gehört zur Gemeinde Czarna Dąbrówka (Schwarz Damerkow) im Powiat Bytowski (Bütower Kreis).

## Geographische Lage
Das Dorf liegt im östlichen Hinterpommern, etwa 18 Kilometer südsüdöstlich der Stadt Lębork  (Lauenburg in Pommern) und 45 Kilometer ostsüdöstlich der Stadt Słupsk (Stolp).

## Geschichte
Der historischen Dorfform nach ist die Ortschaft ein Zeilendorf. Im Jahre 1704 war die Ortschaft ein Lehen der Familie Lietzen, die es an Peter Jürgen von Puttkamer und dann an Klaus Kurt von Pirch weitergab. Danach waren Besitzer: Moritz Woitzlaff von Schwichow und dessen Sohn Leutnant Friedrich Wilhelm von Schwichow.
Bochowke hatte um 1784 ein Vorwerk, drei Kossäten, auf der Feldmark zwei Halbbauern und einen Büdner – bei insgesamt sieben Feuerstellen.
1804 war ein Liesnewski Besitzer von Bochowke, 1840 ein Lübtow und 1852 Emil Karl Franz von Lübtow. Später: Frau Nitz (1893), Ludwig Holtz (1910) und Erich Dahlmann (1928). Er war der letzte Besitzer des Gutes Bochowke, das über eine Betriebsfläche von 275 Hektar, davon 226 Hektar als Ackerland, verfügte.
Im Jahr 1910 hatte der Gutsbezirk Bochowke 60 Einwohner. 1925 standen in Bochowke vierzehn Wohngebäude, und es wurden 158 Einwohner gezählt, die auf 28 Haushaltungen verteilt waren. 1933 hatte die Gemeinde Bochowke 130 Einwohner, und 1939 wurden in der inzwischen in  Hohenlinde umbenannten Gemeinde 122 Einwohner gezählt, die auf 24 Haushaltungen verteilt waren.
Am 1. April 1927 hatte das Gut Bochowke eine Flächengröße von 273 Hektar, und am 16. Juni 1925 hatte der Gutsbezirk  93 Einwohner.  Am 1. April 1927 hatte das Gut Gliesnitz eine Flächengröße von 288 Hektar, und am 16. Juni 1925 hatte der Gutsbezirk 65 Einwohner.  Am 30. September 1928 wurden die beiden  Gutsbezirke
- Bochowke
- Gliesnitz

zur Landgemeinde Bochowke zusammengeschlossen.
Es gab dort keine Bauernhöfe. Die Gemeindefläche war 563 Hektar groß.
Vor 1945 bildete Bochowke bzw. Hohenlinde einen eigenen Amts- und Standesamtsbezirk, in den außer Bochowke noch Lessaken eingegliedert war.
Gliesnitz war ursprünglich ein auf der Feldmark von Wutzkow angelegtes „freies Feldgut“ und Lietzensches Lehen. Christian Heinrich von Lietzen besaß einen Teil des Guts und kaufte den anderen Teil im Jahr 1745 hinzu. Nach seinem Sohn kam es an Karl Matthias von Lietzen und später an dessen Söhne. Um 1784 gab es in Gliesnitz zwei Vorwerke und insgesamt sechs Haushaltungen. 1804 besaß es Christian Ernst von Gruben, und 1844 kaufte es ein Herr Witte für 12.500 Taler. 202 Hektar des 228 Hektar großen Gutes waren Ackerland.
Bochowke wurde am 29. Dezember 1937 in Hohenlinde (Pom.) umbenannt.
Die Gemeinde Hohenlinde gehörte bis 1945 zum Landkreis Stolp im Regierungsbezirk Köslin der preußischen Provinz Pommern des Deutschen Reichs.
Gegen Ende des Zweiten Weltkriegs begaben sich die Dorfbewohner der Gemeinde Hohenlinde am 8. März 1945 aufgrund eines Räumungsbefehls im Treck auf die Flucht. Ukrainische Landarbeiter, die nicht hatten zurückbleiben wollen, wurden mitgenommen. Der Treck brach um 13 Uhr bei starkem Schneetreiben auf und zog über Bochow, Schimmerwitz nach Zewitz, dann weiter über Lauenburg in Pommern, Kamelow, Bresin, Pusitz und Mersinko nach Mersin, wo er am 10. März von sowjetischen Truppen überrollt wurde. Am 9. März war Hohenlinde von der Roten Armee eingenommen worden. Als die Dorfbewohner am 13. März wieder in Hohenlinde eintrafen, hatte sich hier ein sowjetischer Stab einquartiert, der jedoch am 16. März weiterzog. Das leerstehende Gut war in der Zwischenzeit geplündert worden. Zusammen mit ganz Hinterpommern wurde Hohenlinde im August 1945 der Volksrepublik Polen zur Verwaltung überlassen. Im Herbst 1945 wurde in Gliesnitz ein polnischer Verwalter eingesetzt, der die Güter Gliesnitz, Hohenlinde, Friedrichswalde (Alt Friedrichswalde und Neu Friedrichswalde, zum Dorf Wutzkow gehörige, südwestlich des Dorfkerns gelegene Ortsteile) und Helenenhof bewirtschaften sollte. Die Dorfbevölkerung wurde in der Folgezeit von der polnischen Administration vertrieben. Bochowke respektive Hohenlinde erhielt die polnische Bezeichnung Bochówko.
Das Dorf gehört heute zum Schulzenamt Bochowo in der Gmina Czarna Dąbrówka im Powiat Bytowski der Woiwodschaft Pommern (von 1975 bis 1998 Woiwodschaft Słupsk). Im Jahr 2010 lebten hier 109 Einwohner.

### Anzahl Einwohner bis 1945
- 1818: 053[10]
- 1925: 158, darunter 127 Evangelische und 30 Katholiken[4]
- 1933: 130[11]
- 1939: 119[11]

## Kirche
Die vor 1945 ansässige Bevölkerung der Landgemeinde war überwiegend evangelischer Konfession. Das Dorf war bis 1909 in das Kirchspiel Mickrow eingepfarrt, danach in das neu gegründete Kirchspiel Groß Rakitt. Es gehörte zum Kirchenkreis Stolp-Altstadt in der Kirchenprovinz Pommern der Kirche der Altpreußischen Union. Im Jahr 1925 hatte Bochowke dreißig katholische Einwohner und mit 19 % den höchsten Prozentsatz an Katholiken im Landkreis. Die Katholiken wurden von der Pfarrei in Stolp betreut.

### Polnisches Kirchspiel seit 1945
Die seit 1945 und Vertreibung der einheimischen Dorfbewohner anwesende polnische Einwohnerschaft ist mehrheitlich katholisch. Ihre Pfarrei ist Rokity (Groß Rakitt), die zum Dekanat Łupawa (Lupow) im Bistum Pelplin der katholischen Kirche in Polen gehört. Die wenigen hier lebenden evangelischen Kirchenglieder sind nun der Kreuzkirchengemeinde in Słupsk (Stolp) in der Diözese Pommern-Großpolen der Evangelisch-Augsburgischen Kirche in Polen zugeordnet.

## Schule
In Bochowke gab es keine eigene Schule. Die Kinder besuchten – wie auch die Kinder aus Lessaken – die Volksschule in Wutzkow.

## Verkehr
Das Dorf ist heute über eine Nebenstraße zu erreichen, die Rokity (Groß Rakitt) an der Woiwodschaftsstraße 211 mit Oskowo (Wutzkow) an der Woiwodschaftsstraße 212 (frühere deutsche Reichsstraße 158) verbindet. Außerdem führt eine Landstraße von Pieski, bereits im Powiat Lęborski (Kreis Lauenburg in Pommern) gelegen, nach Bochówko.
Bis 1945 bestand ein Bahnanschluss über die vier Kilometer entfernte Station Wutzkow (polnisch: Oskowo) an der Bahnstrecke Lauenburg–Bütow (Lębork–Bytów).

## Persönlichkeiten: Söhne und Töchter des Ortes
- Ernst Michael von Schwichow (1759–1823), Generalmajor der Preußischen Armee und erster Festungskommandant der Festung Minden